# Filippo Grassia
Filippo Grassia, né à Ancône le 1er février 1950, est un journaliste, écrivain et dirigeant sportif italien.
Voix et visage du journalisme sportif italien, anconitain de naissance mais milanais d'adoption, marié, père de deux enfants et grand-père de quatre petits-enfants, Filippo Grassia a été conseiller pour les sports et la jeunesse de la région de Lombardie dans le conseil « hybride » nommé par Roberto Formigoni en prévision des élections anticipées de 2013.

## Le journaliste
Expert en économie et politique du sport, il est chroniqueur pour Il Giornale, ainsi que signature pour d'autres journaux comme Guerin Sportivo. Il est également un invité régulier de Mediaset. Il travaille pour Radio Rai, où il dirige entre autres la chronique populaire La moviola? Guardiamola alla radio pour la quinzième année consécutive. Dans la première partie de sa carrière, il a travaillé comme rédacteur-correspondant au Guerin Sportivo di Cucci de 1975 à 1979, au Giornale di Indro Montanelli de 1979 à 1986 et, en tant qu'envoyé spécial, au Corriere dello Sport de Tosatti entre 1986 et 1987. Il est ensuite responsable des pages sportives de La Stampa de 1987 à 1991, directeur du « Guerin Sportivo » de 1991 à 1993, de « Canale 10 » de 1993 à 1995 et de « Calcio 2000 » de 2004 à 2007. Pendant de longues périodes, il a collaboré avec Rai, Telemontecarlo, Telepiù, Sky et la télévision suisse italienne. Il est le seul journaliste à avoir eu l'honneur de travailler à la fois avec Giovanni Arpino et Gianni Brera, et pas seulement pour sa participation commune à "Il Giornale" de Montanelli : avec le premier il a signé un livre sur la Juventus en 1984, La Lady ; avec le second il fonde le mensuel Record en 1983. Dans sa jeunesse, il crée un magazine trimestriel d'athlétisme, Atletica Marche, et dirige le mensuel Sotto Rete dédié à tous les sports amateurs.

## L'écrivain
Il a signé de nombreux livres. En septembre 2012 sort Terribile Zizì, il primo dei numeri 10, sur la vie de Luigi Cevenini, l'un des plus grands footballeurs des années 1920 et 1930. En juin 2010, avec Giampiero Lotito, il publie le livre Inter - Il calcio siamo noi pour Sperling & Kupfer, le premier ouvrage inséré sur l'iPad par l'éditeur Mondadori. Au cours des premiers mois de 2008, il a collaboré avec Oliviero Toscani en tant que directeur éditorial et éditeur des textes à la rédaction du volume Inter! 100 anni di emozioni, qui représente le livre officiel des Nerazzurri, publié à l'occasion du centenaire. Entre 2006 et 2008, il a mené une activité intense pour les éditions Vallardi, écrivant trois volumes sur les grands clubs de football italiens (Inter, deux éditions, Juventus et Milan). En 2006, il a coordonné le travail 60 anni di Sisal, 60 anni d'Italia qui, entre autres, a collaboré avec Feltri, Friedman, Goldoni, Grasso, Icardi, Maltese et le regretté Tosatti. En 2005, il publie pour Mondadori Electa le deuxième volume de la trilogie Il Grande Calcio a Milano avec le photographe Marco Ravezzani. Auparavant, il a écrit avec Giovanni Arpino La Signora, avec Edgardo Signati Il mondo nel pallone et avec Luigi Palmigiano La storia del volley. Au niveau scientifique et didactique, il a élaboré : a) Histoire du journalisme sportif italien ; b) Document sur la communication d'entreprise et l'organisation ; c) Conférence sur le dopage présentée à « Sport & Scienze » (Montecarlo 25-26 avril 2002) ; d) Formation au bureau des médias en deux parties ; e) Organisez un événement en deux parties.

## Les associations
Depuis le 22 octobre 2012, il assure la fonction de Conseiller pour le Sport et la Jeunesse de la région Lombardie. En 2009, il a coordonné, en tant que président, le comité d'organisation « Milan capitale européenne du sport 2009 ». Depuis avril 2001, il dirige le Coni de la Province de Milan, dont Gualtiero Zanetti, Massimo Moratti et Gianmaria Visconti di Modrone ont été présidents dans le passé. De 1994 à 2001, il a été membre du conseil d'administration de la Fondation Onesti. Pendant dix ans, il a présidé le prix de journalisme Coni-Ussi et, pendant six ans, il a été membre du jury du prix littéraire Bancarella Sport, qu'il a présidé une fois. De 1984 à 1987, il a présidé le Groupe des journalistes sportifs lombards. Il a ensuite été président de l'Union italienne de la presse sportive (USSI) pendant dix ans, de novembre 1992 à octobre 2002, après avoir occupé le poste de vice-président chez Tosatti pendant deux mandats (de 1986 à 1992). Dans la même période, il crée le premier centre d'entraînement de volley-ball en Italie ouvert aux garçons et aux filles à partir de 7 ans. De ce groupe, deux filles ont rejoint l'équipe nationale. Pendant ses années universitaires, il a été élu conseiller régional de Fidal Marche (le plus jeune de tous les temps) et nommé vice-président du club sportif Pro Patria d'Ancône, qui s'occupait du volley-ball, de l'athlétisme, de la lutte et du cyclisme. Au moment du lycée, il a collaboré avec le conseiller pour le sport d'Ancône, prof. De Angelis, a dirigé les premières éditions des Jeux de la Jeunesse et a fondé le club de Brogliaccio avec Franco Brasili, qui est ensuite passé au volley-ball féminin A1.

## L'enseignant
Pendant treize ans, il a été responsable du séminaire « Communication et marketing » du master en management du sport de l'Université de Saint-Marin dans les bureaux principaux et subsidiaires de Rimini et de Parme. Au cours des deux dernières années, il a réalisé les modules de « Journalisme sportif » à la Faculté des sciences motrices de l'Université d'État de Milan et de « Communication et sport » dans le master de « Sportive et gestion psychosociale » de la Faculté de psychologie de l'Université catholique de Milan. En 2011, il a participé en tant que professeur de « gestion de la communication » au master en « sport, management, marketing & sociologie » de l'Université de Milan-Bicocca. De 2001 à 2010, il a été professeur associé à l'Université de Pavie : chargé du cours « Organisation d'entreprise », anciennement  « Méthodologie du marketing et de la communication », à la Faculté des sciences de la motricité de Pavie (deuxième année du cursus en deux ans) ainsi que du cours « Médias de masse et sport » à la faculté analogue de Voghera (1ère année du biannuel). Dans cette même faculté, il a supervisé l'enseignement de « Législation en médecine du sport » au cours de l'année académique 2006-2007. Au cours des années académiques précédentes, il a enseigné à l'Université catholique de Milan (« Dynamique de l'économie et de la politique sportive » et « Histoire du sport en Italie ») ; à l'École polytechnique de Milan (« L'évolution des installations sportives ») ; à l'Université de Florence dans le cours de troisième cycle en droit et économie du sport (« L'importance de la communication dans le sport mondial ») ; à l'IULM (« Langages journalistiques spécialisés ») dans le cadre du master  « Journalisme et édition multimédia ». Au cours de l'année académique 2001-2002, il a occupé le poste d'enseignant en « Sciences de la communication » à l'Université de Tor Vergata à Rome, à l'École européenne d'économie de Milan et au Formaper de Milan. Pendant quatre ans, il a enseigné l'« histoire du journalisme sportif » à l'Université de Teramo. Enfin, il a été professeur du cours « L'organisation du sport en Italie » au Csea de Milan.